# Ficus holosericea
Ficus holosericea es una especie de planta fanerógama perteneciente a la familia Moraceae. Es endémica de Brasil.  

## Taxonomía
Ficus holosericea fue descrita por Heinrich Wilhelm Schott y publicado en Systema Vegetabilium, editio decima sexta 4(cur. post.): 410. 1827.
Etimología
Ficus: nombre genérico que se deriva del nombre dado en latín al higo.
holosericea: epíteto latíno que significa "sedoso al tacto".
Sinonimia
- Ficus fulva Spreng.
- Ficus rufa Schott
- Urostigma fulvum Miq.
- Urostigma holosericeum (Schott) Miq.
- Urostigma rufum (Schott) Miq.[4]